# Solarstraßenbeleuchtung

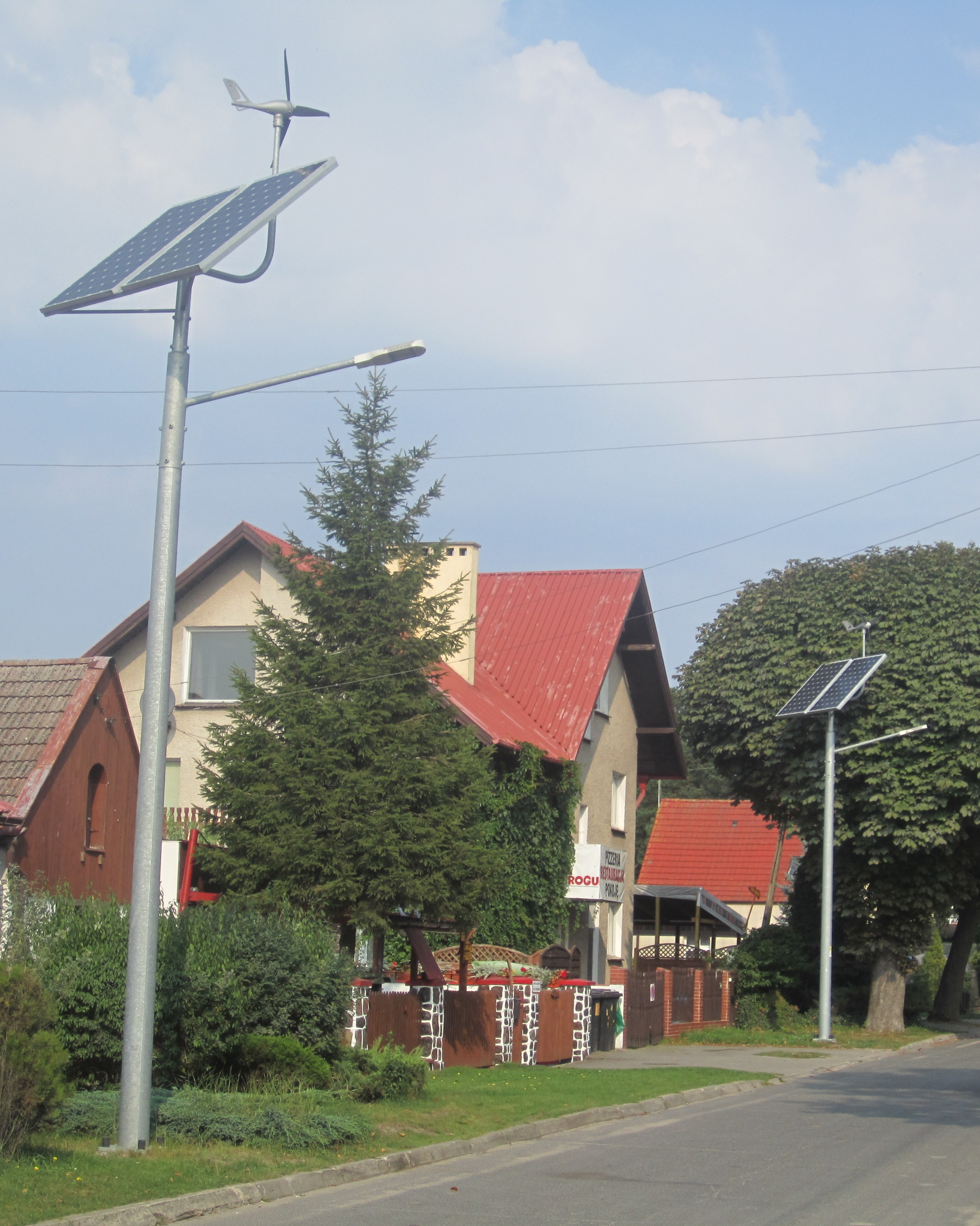
LED-Straßenlampen mit Solarzellen und Windkraftanlage in Dziwnów (Polen)

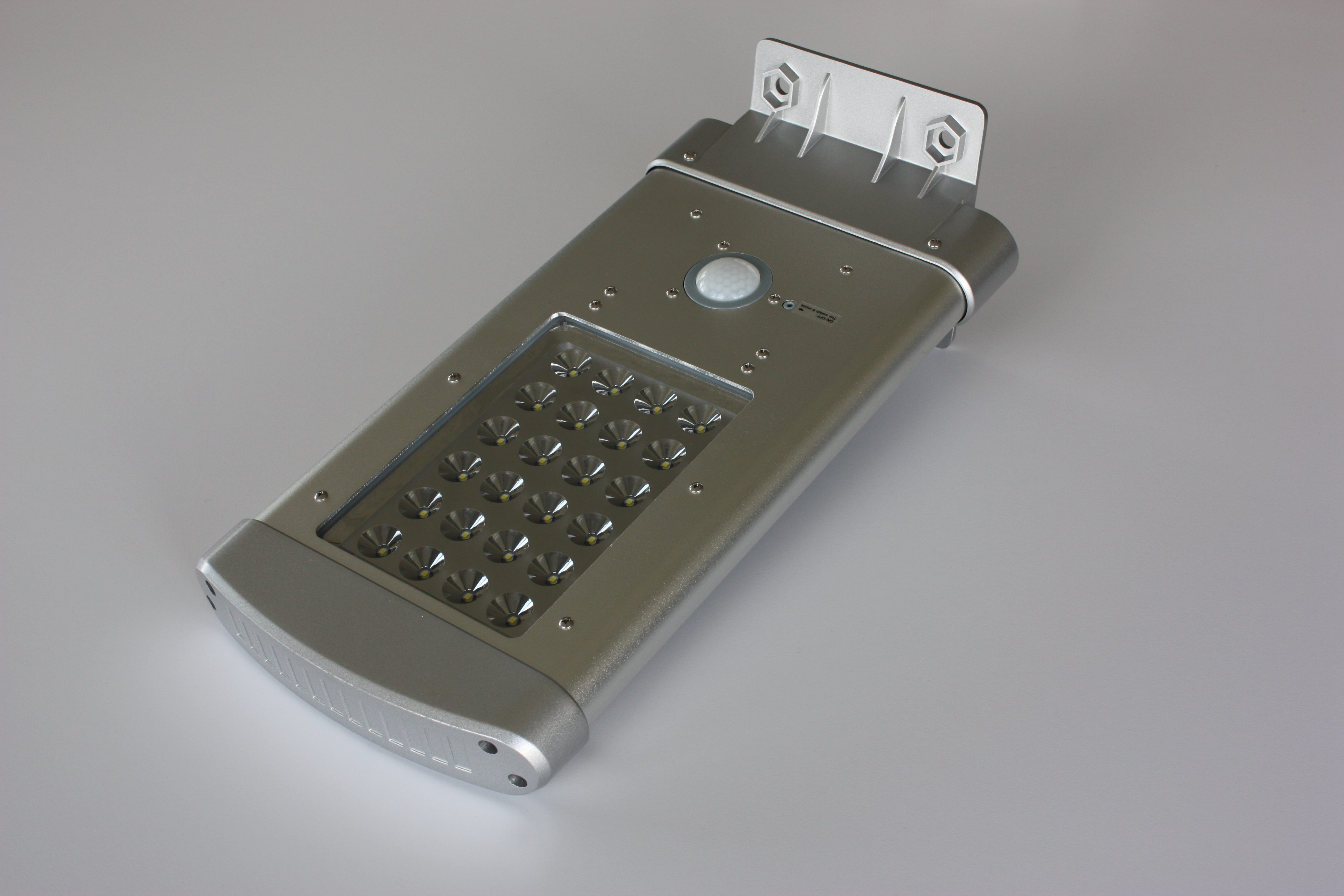
Solarstraßenbeleuchtung mit integriertem Bewegungsmelder

Solarstraßenbeleuchtung ist eine von externer Stromzuführung unabhängige Form der Straßenbeleuchtung mit Hilfe der Photovoltaik. Sie wird für die vom Stromnetz unabhängige Beleuchtung von Straßen, Parkplätzen oder Wegen genutzt und produziert die benötigte Energie selbst, indem sie Sonnenlicht in elektrischen Strom umwandelt (photovoltaischer Effekt). Solarstraßenbeleuchtung benötigt keinen Stromanschluss und ähnelt im Übrigen konventionellen Straßenleuchten.
Da solare Straßenleuchten keinen Stromanschluss benötigen, kann bei der Installation von Kabelverlegung und Maßnahmen des Tiefbaus abgesehen werden.

## Funktionsweise

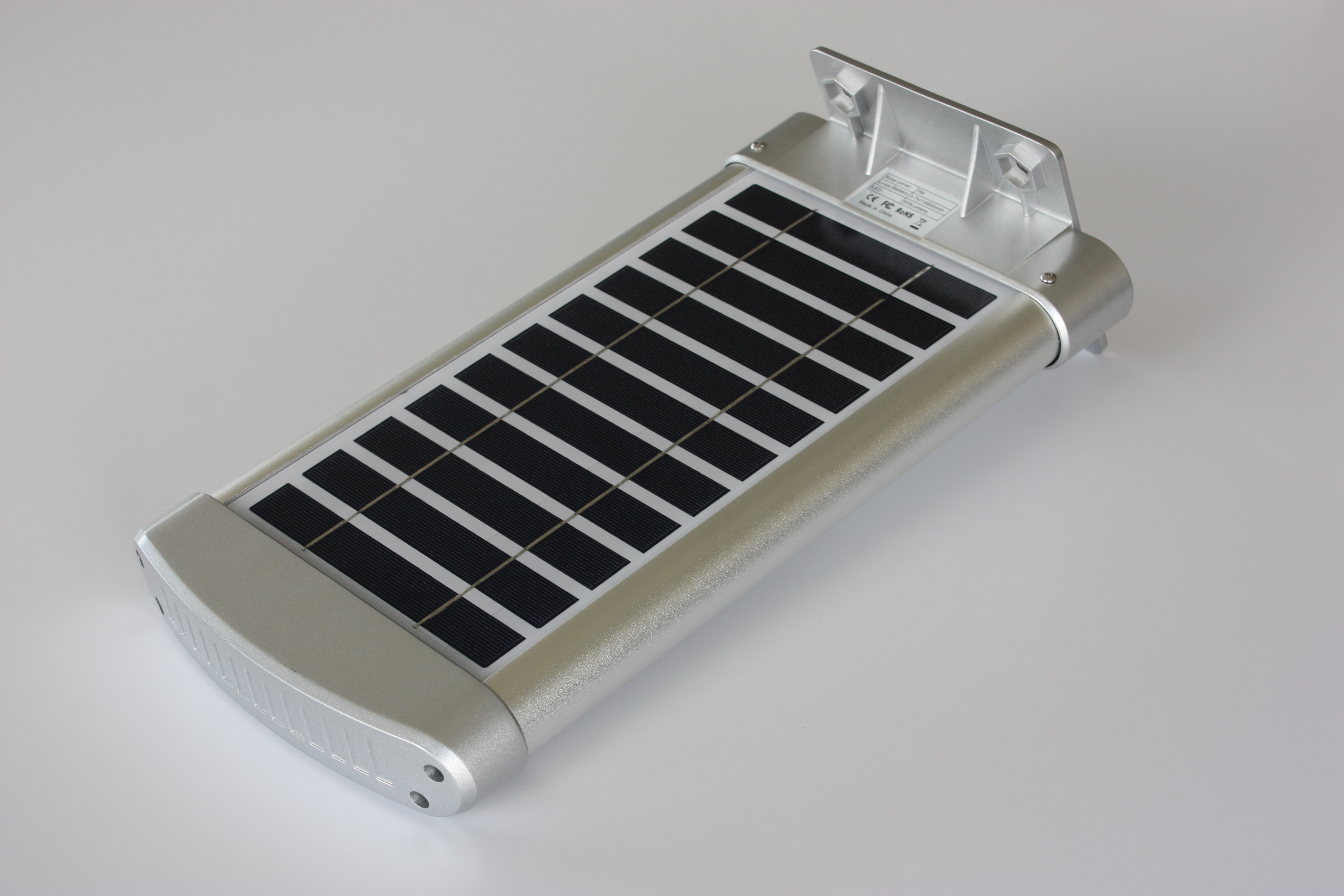
Solarstraßenbeleuchtung, Oberseite mit Solarzelle

Über ein integriertes oder zusätzlich installiertes Solarmodul wird auftreffendes Sonnenlicht in elektrischen Strom umgewandelt und in einen integrierten Akkumulator eingespeist. Für die Herstellung der nötigen Solarzellen wird fast bei allen Fabrikaten monokristallines Silizium verwendet. Tritt die abendliche Dämmerung ein und unterbricht die elektrische Ladung, leuchtet ein LED-Spot in der Unterseite des Gehäuses auf. Je nach Kapazität des Akkumulators, sind verschiedene Leuchtzeiten vom Hersteller vorgesehen. In der Regel handelt es sich um verschiedene, sich stundenweise verringernde Leuchtstärken, um elektrische Energie zu sparen. Bei Tagesanbruch schaltet der LED-Panel ab und die Solarzelle beginnt mit der erneuten Ladung. Einige Hersteller integrieren in ihre Geräte zusätzlich einen Bewegungsmelder, um eine zusätzliche Einsparung an gespeicherter Energie zu erreichen. Die Straßenleuchte arbeitet dann mit geringerer Leistung und leuchtet bei Bewegungen in ihrem Umfeld heller auf.